# Ныбияха
Ныбияха (устар. Ныби-Яха) — река в России, протекает по Ямало-Ненецкому АО. Устье реки находится в 150 км по правому берегу реки Айваседапур. Длина реки составляет 88 км.

## Притоки
- В 6 км от устья по левому берегу реки впадает река Парандьяха.
- В 7 км от устья по левому берегу реки впадает река Вейнаптаяха.
- В 15 км от устья по левому берегу реки впадает река Тыдэотаяха.
- В 30 км от устья по левому берегу реки впадает река Пыльчаванъяха.
- В 42 км от устья по левому берегу реки впадает река Пассанъяха.
- В 71 км от устья по правому берегу реки впадает река Ныбиянтарка.
- В 82 км от устья по левому берегу реки впадает река без названия.

## Данные водного реестра
По данным государственного водного реестра России относится к Нижнеобскому бассейновому округу, водохозяйственный участок реки — Пур, речной подбассейн реки — подбассейн отсутствует. Речной бассейн реки — Пур.
Код объекта в государственном водном реестре — 15040000112115300058210.